# Science Fiction Chronicle Readers Poll
Der Science Fiction Chronicle Readers Poll ist ein Literaturpreis, der von 1982 bis 1998 für Werke aus dem Bereich der Science-Fiction verliehen wurde. Die Preisträger wurden durch eine Abstimmung der Leser von Andrew I. Porters Zeitschrift Science Fiction Chronicle bestimmt, ähnlich der Leserabstimmung bei den Locus Awards.
Die vergebenen Kategorien wechselten im Lauf der Zeit, verwendete Kategorien waren:
- Novel: Roman
- Novella: Kurzroman
- Novelette: Erzählung
- Short Story: Kurzgeschichte
- Editor: Herausgeber
- Editor (Books)
- Editor (Magazines)
- Best Buns (Either Gender): „knackigster Hintern“
- Convention
- Dramatic Presentation: Filme etc.
- Fan Artist
- Fan Artist (Conventions)
- Fan Artist (Fanzines)
- Fan Writer
- Fanzine
- Most Attractive Cover (Books)
- Most Attractive Cover (Magazines)
- Most Attractive Female Artist
- Most Attractive Female Editor
- Most Attractive Female Fan
- Most Attractive Female Writer
- Most Attractive Male Artist
- Most Attractive Male Editor
- Most Attractive Male Fan
- Most Attractive Male Writer
- Pro Artist
- Pro Editor (Books)
- Pro Editor (Magazines)
- Semi-Prozine

## Listen von Preisträgern nach Kategorie
Novel
- 1982 Gene Wolfe: The Claw of the Conciliator
- 1983 Gene Wolfe: The Sword of the Lictor
- 1984 Tim Powers: The Anubis Gates
- 1985 William Gibson: Neuromancer
- 1986 Orson Scott Card: Ender’s Game
- 1987 Orson Scott Card: Speaker for the Dead
- 1988 Gene Wolfe: The Urth of the New Sun
- 1989 C. J. Cherryh: Cyteen
- 1990 George Alec Effinger: A Fire in the Sun
- 1991 Dan Simmons: The Fall of Hyperion
- 1992 Michael Swanwick: Stations of the Tide
- 1993 Vernor Vinge: A Fire Upon the Deep
- 1994 Greg Bear: Moving Mars
- 1995 Michael Bishop: Brittle Innings
- 1996 Neal Stephenson: The Diamond Age
- 1997 Bruce Sterling: Holy Fire
- 1998 Dan Simmons: The Rise of Endymion

Novella
- 1982 Phyllis Eisenstein: In the Western Tradition
- 1983 Joanna Russ: Souls
- 1984 Michael Bishop: Her Habiline Husband
- 1985 John Varley: PRESS ENTER[]
- 1986 James Tiptree, Jr.: The Only Neat Thing to Do
- 1987 Lucius Shepard: R&R
- 1988 Robert Silverberg: The Secret Sharer
- 1989 Connie Willis: The Last of the Winnebagos
- 1990 Lois McMaster Bujold: The Mountains of Mourning
- 1991 Mike Resnick: Bully!
- 1992 Nancy Kress: Beggars in Spain
- 1993 Lucius Shepard: Barnacle Bill the Spacer
- 1994 Jack Cady: The Night We Buried Road Dog
- 1995 Mike Resnick: Seven Views of Olduvai Gorge
- 1996 Mike Resnick & Susan Shwartz: Bibi
- 1997 Gregory Benford: Immersion
- 1998 Allen Steele: …Where Angels Fear to Tread

Novelette
- 1982 Michael Swanwick: Mummer Kiss
- 1983 Connie Willis: Fire Watch
- 1984 Kim Stanley Robinson: Black Air
- 1985 Octavia E. Butler: Bloodchild
- 1986 George R. R. Martin: Portraits of His Children
- 1987 Lucius Shepard: Aymara
- 1988 Octavia E. Butler: The Evening and the Morning and the Night
- 1989 George Alec Effinger: Schrödinger’s Kitten
- 1990 Mike Resnick: For I Have Touched the Sky
- 1991 Mike Resnick: The Manamouki
- 1992 Ray Aldridge: Gate of Faces
- 1993 Susan Shwartz: Suppose They Gave a Peace...
- 1994 Nancy Kress: The Battle of Long Island
- 1995 Greg Egan: Cocoon
- 1996 James Patrick Kelly: Think Like a Dinosaur
- 1997 Bruce Sterling: Bicycle Repairman
- 1998 Stephen Baxter: Moon Six

Short Story
- 1982 John Varley: The Pusher
- 1983 Greg Bear: Petra
- 1984 Gardner Dozois: The Peacemaker
- 1985 Lucius Shepard: Salvador
- 1986 James P. Blaylock: Paper Dragons
- 1987 Pat Cadigan: Pretty Boy Crossover
- 1988 Carol Emshwiller: The Circular Library of Stones
- 1989 Mike Resnick: Kirinyaga
- 1990 Bruce Sterling: Dori Bangs
- 1991 Terry Bisson: Bears Discover Fire
- 1992 Kim Stanley Robinson: Vinland the Dream
- 1993 Connie Willis: Even the Queen
- 1994 Connie Willis: Death on the Nile
- 1995 Joe Haldeman: None So Blind
- 1996 Michael A. Burstein: TeleAbsence
- 1997 James White: Un-Birthday Boy
- 1998 Robert J. Sawyer: The Hand You're Dealt

Dramatic Presentation
- 1982 Jäger des verlorenen Schatzes
- 1983 Blade Runner
- 1984 Die Rückkehr der Jedi-Ritter
- 1985 2010: Das Jahr, in dem wir Kontakt aufnehmen
- 1986 Zurück in die Zukunft
- 1987 Aliens – Die Rückkehr
- 1988 Die Braut des Prinzen
- 1989 Falsches Spiel mit Roger Rabbit
- 1990 Feld der Träume
- 1991 Die totale Erinnerung – Total Recall
- 1992 Terminator 2 – Tag der Abrechnung
- 1993 Aladdin
- 1994 Jurassic Park
- 1995 Die Maske
- 1996 Babylon 5: Episode The Coming of Shadows
- 1997 Star Trek: Deep Space Nine: Episode Trials and Tribble-ations
- 1998 Contact